# KAJIMOTO
株式会社KAJIMOTO（カジモト）は東京、北京、パリに事務所を構える国内最大手のクラシック専門のアーティスト・マネージメント会社。旧会社名は梶本音楽事務所。

## 概要
1951年、創業者の梶本尚靖により梶本音楽事務所として大阪・曽根崎新地に設立。主にクラシック音楽を専門とした企画・運営、同事務所アーティストのマネージメント、海外オーケストラやアーティストの招聘、イープラスと提携したチケット販売サイト「カジモト・イープラス」の運営を行う。

## 沿革
- 1951年
  - 5月1日大阪・曽根崎新地に設立(代表者 梶本尚靖)
  - アーティスト・マネジメント、企画制作、コンサート・マネジメントを開始。
- 1952年
  - 東京事務所を銀座に開設。
  - 外国人アーティストの招聘、邦人アーティストの海外派遣など海外との業務に着手。
- 1967年
  - サンソン・フランソワを招聘。
- 1970年
  - 日本万国博覧会(大阪万国博EXPO‘70クラシックス)の制作に携わる。
  - マルタ・アルゲリッチを招聘。
- 1973年
  - モーリス・アンドレを招聘。
- 1983年
  - ウラディーミル・ホロヴィッツを招聘。
- 1984年
  - ヘルベルト・フォン・カラヤン指揮、ベルリン・フィルハーモニー管弦楽団を招聘。
- 1985年
  - ジェシー・ノーマンを招聘。
- 1986年
  - ゲオルク・ショルティ、ダニエル・バレンボイム指揮、シカゴ交響楽団を招聘。
  - オイゲン・ヨッフム、ウラディミール・アシュケナージ指揮、ロイヤル・コンセルトヘボウ管弦楽団を招聘。
  - 小澤征爾指揮、ベルリン・フィルハーモニー管弦楽団を招聘。
  - セルジュ・チェリビダッケ指揮、ミュンヘン・フィルハーモニー管弦楽団を招聘。
- 1987年
  - キャスリーン・バトルを招聘。
- 1991年
  - 梶本眞秀が社長に就任。梶本尚靖は取締役会長に就任。
- 1995年
  - 「ピエール・ブーレーズ・フェスティバル in Tokyo」を開催。
- 1998年
  - 長野オリンピック文化プログラムの制作に携わる。
- 2002年
  - ウィントン・マルサリス率いるリンカーン・センター・ジャズ・オーケストラを招聘。
  - マウリツィオ・ポリーニ「ポリーニ・プロジェクト2002 in 東京」主催。
- 2004年
  - 「パリ・シャトレ座プロジェクト」を開催。(～2006年)
- 2005年
  - フランスの音楽祭「ラ・フォル・ジュルネ」を日本に誘致。以降の企画制作を行う。
- 2006年
  - 「ルツェルン・フェスティバル・イン・東京 2006」を開催。クラウディオ・アバド指揮、ルツェルン祝祭管弦楽団やマウリツィオ・ポリーニ などを招聘。
- 2008年
  - ベネズエラの音楽教育システム「エル・システマ」から誕生したオーケストラ、グスターボ・ドゥダメル指揮、シモン・ボリバル・ユース・オーケストラ・オブ・ベネズエラを招聘。
- 2009年
  - 会社名をKAJIMOTOに変更。アートディレクターの佐藤可士和がブランディングを手がける。
- 2012年
  - マウリツィオ・ポリーニ「ポリーニ・パースペクティヴ」を招聘制作・主催。
  - 「日中国交正常化40周年記念・NHK交響楽団中国ツアー2012」のマネジメントを行う。
  - 「日露友好ショスタコーヴィチ・プロジェクト2012」を実施。
- 2013年
  - ロリン・マゼール指揮、ミュンヘン・フィルハーモニー管弦楽団の中国・韓国ツアーを実施。
  - フランス・ブリュッヘン指揮、18世紀オーケストラの最後の日本公演を実施。
  - スザンナ・マルッキ指揮、アンサンブル・アンテルコンタンポランを招聘。
  - トゥールーズ・キャピトル国立管弦楽団中国ツアーを実施。（北京、上海、武漢、天津）
  - ルツェルン音楽祭と共同で東日本大震災復興プロジェクト「ルツェルン・フェスティバル・アーク・ノヴァ」を実施。(建築は磯崎新、デザインはアニッシュ・カプーアが担当)以降の企画制作を行う。
- 2016年
  - 5月1日、創業者・会長の梶本尚靖が95歳で死去[1]。

## 主な招聘アーティスト
- ダニエル・バレンボイム
- サンソン・フランソワ
- モーリス・アンドレ
- ウラディーミル・ホロヴィッツ
- キャスリーン・バトル
- パイヤール室内管弦楽団
- マウリツィオ・ポリーニ
- マルタ・アルゲリッチ
- ピエール＝ローラン・エマール
- ラン・ラン
- ピョートル・アンデルシェフスキ
- ユリアンナ・アヴデーエワ
- ダン・タイ・ソン
- ラドゥ・ルプー
- ボリス・ベレゾフスキー
- ユジャ・ワン
- エマニュエル・リモルディ
- リヨン国立歌劇場管弦楽団
- パリ管弦楽団
- ロイヤル・コンセルトヘボウ管弦楽団
- ライプツィヒ・ゲヴァントハウス管弦楽団
- ローマ・サンタチェチーリア国立管弦楽団
- ロンドン交響楽団
- ニューヨーク・フィルハーモニック
- フィラデルフィア管弦楽団
- ミュンヘン・フィルハーモニー管弦楽団

## 主な所属アーティスト

### 指揮
- 井上道義
- 大友直人
- 尾高忠明
- 黒岩英臣
- 角田鋼亮
- 本名徹次
- 松尾葉子
- 三ツ橋敬子

### ピアノ
- 伊藤恵
- 江口玲
- 迫昭嘉
- 神谷郁代
- 北村朋幹
- 小菅優
- 小林愛実
- 萩原麻未
- 花房晴美
- 広瀬悦子

### ヴァイオリン
- 加藤知子
- 神尾真由子
- 久保田巧
- 佐藤俊介
- 山根一仁
- 辻彩奈
- 外村理紗
- 荒井里桜

### ヴィオラ
- 店村眞積

### チェロ
- 堤剛
- 山崎伸子
- 横坂源
- 上野通明
- 新倉瞳
- 鳥羽咲音

### ギター
- 大萩康司
- 鈴木大介

### 二胡
- 姜建華

### フルート
- 工藤重典
- 瀧本実里

### クラリネット
- 吉田誠

### オーボエ
- 古部賢一

- 本田雅人
- 齊藤 健太

### トランペット
- 菊本和昭
- エリック・ミヤシロ

### トロンボーン
- 中川英二郎

### マリンバ
- 神谷百子

### ソプラノ
- 天羽明惠
- 緑川まり
- 藤井玲南

### 作曲
- 藤倉大
- 梅本佑利